# امرسون راموس بورگاس
امرسون راموس بورگاس (به پرتغالی: Emerson Ramos Borges) مدافع اهل برزیل است که در شهر جوینویل و در تاریخ ۱۶ اوت ۱۹۸۰ به دنیا آمده‌است.
امرسون راموس بورگاس در تیم‌های فوتبال Caxias سابقهٔ حضور دارد.